# انبکشی
انبکشی (به قزاقی: Enbekshi) یک منطقهٔ مسکونی در قزاقستان است که در شهرستان سرکند واقع شده‌است.